# 白向群
白向群（1962年9月—），男，蒙古族，辽宁北票人，中华人民共和国政治人物。内蒙古民族师范学院物理系毕业，中国人民大学经济学院在职研究生学历，经济学博士。

## 生平
1984年加入中国共产党。历任共青团赤峰市委副书记、共青团内蒙古自治区委副书记、书记，中共乌海市委副书记、副市长、代市长、市长、市委书记，锡林郭勒盟盟委书记等职。2008年起担任全国人大代表。2012年5月30日被任命为内蒙古自治区人民政府副主席。
2018年4月25日，白向群因涉嫌严重违纪违法，接受中央纪委国家监委纪律审查和监察调查。5月7日，内蒙古自治区人大常委会决定免去白向群的自治区副主席职务。10月19日，中央纪委通报白向群被双开，移送检察机关审查起诉。12月14日，白向群涉嫌受贿、贪污、内幕交易、泄露内幕信息一案，由国家监察委员会、辽宁省公安厅立案调查、侦查终结，经最高人民检察院指定，移送辽宁省大连市人民检察院向大连市中级人民法院提起公诉。2019年1月31日，大连市中级人民法院一审公开开庭审理白向群案。起诉书显示，白向群贪腐的起点是1999年担任共青团内蒙古自治区委书记，19年时间里共计收受贿赂折合人民币8515万余元；2008年至2012年，白向群利用担任乌海市委书记、锡林郭勒盟委书记等职务上的便利，先后5次非法占有公共财物，共计折合人民币712万余元；2010年10月至2015年2月，白向群从相关股票内幕信息知情人员处非法获取内幕信息，在内幕信息敏感期内指使他人买入上述股票，累计成交金额共计人民币4256万余元，非法获利共计人民币1717万余元；泄露内幕信息导致他人在内幕信息敏感期内买入上述股票，累计成交金额共计人民币4308万余元，非法获利共计人民币4052万余元。白向群当庭表示认罪、悔罪，绝不上诉。10月24日，大连市中级人民法院公开宣判，以上述四项罪名，数罪并罚，判处白向群有期徒刑16年，并处罚金人民币6250万元。违法所得及其孳息予以追缴，上缴国库，不足部分，继续追缴；贪污所得财物依法返还被害单位。白向群当庭表示服从判决，不上诉。